# 內哈尼采
內哈尼采是捷克的城鎮，位於該國北部，距離首府赫拉德茨-克拉洛韋14公里，由赫拉德茨-克拉洛韋州負責管轄，面積28.02平方公里，海拔高度239米，2012年人口達2,269。

## 外部連結
- 官方網站 （页面存档备份，存于） （捷克文）